# 馬其頓進出口航空110號班機空難
馬其頓進出口航空110號班機空難是馬其頓進出口航空一班的來回日內瓦國際機場至斯科普里機場定期航班，1993年11月20日，一架雅克-42客機墜毀於奧赫里德機場附近，造成116名乘客死亡。
馬其頓進出口航空110號班機空難是馬其頓史上最嚴重的空難。

## 飛機
馬其頓進出口航空110號班機是國際定期客運航班，於瑞士日內瓦起飛，最終目的地是馬其頓斯科普里。由於斯科普里發生暴風雪，馬其頓進出口航空110號班機轉移到奧赫里德機場降落 。